# Fournès
Fournès è un comune francese di 902 abitanti nel dipartimento del Gard, regione dell'Occitania.

## Società

### Evoluzione demografica
Abitanti censiti